# Clifford Hansen
Clifford Peter Hansen (Lincoln County, 16 oktober 1912 - Jackson, 20 oktober 2009) was een Amerikaans politicus van de Republikeinse Partij. Hansen was van 1963 tot 1967 de 26ste gouverneur van Wyoming en van 1967 tot 1978 senator voor Wyoming.

## Levensloop

### Vroege jaren en onderwijs
Hansen was geboren in Zenit (nu Lincoln County). Zijn ouders Peter Hansen en Sylvia Wood waren de eigenaren van een ranch en kwamen oorspronkelijk uit Idaho. Hij groeide op in Jackson waar hij ook onderwijs genoot. In 1934 verkreeg hij een universiteitsgraad in landbouwwetenschappen.

### Gouverneurschap
Hansen won het gouverneurschap van Wyoming bij de verkiezingen van 1962 met zo'n 10.000 stemmen verschil. Hij bracht de Democraat Jack Gage ten val, die minder dan twee jaar had gediend. In de algemene verkiezingen, kreeg Hansen 64.970 stemmen tegen Jack Gage die er 54.298 kreeg.
Toen zijn termijn als gouverneur afliep, besloot Hansen zich verkiesbaar te stellen voor de Amerikaanse Senaat nadat de zittende Republikeinse senator Milward Simpson besloot zich terug te trekken. Hansen zei dat hij geloofde dat hij de staat beter kon vertegenwoordigen in Washington D.C. dan in zijn eigen staat als gouverneur. Hij won de verkiezing met 52 procent van de stemmen. Hij versloeg de populaire afgevaardigde Teno Roncalio, een Democraat van Italiaanse afkomst. Hansen ontving 63.548 stemmen tegen Roncalio 59.141.

### Senaat
Senator Hansen werd bekend als een voorstander van sociaal en fiscaal conservatisme. In 1976 steunde Hansen de herverkiezing van president Gerald Ford. Hij trok zich na zijn termijn in de senaat terug naar Jackson en zat verscheidene financiële en burgerverenigingen voor. Hij steunde de Republikeinse presidentiële kandidaten in alle volgende verkiezingen.
Hansen trad af als senator op 31 december 1978 drie dagen vóór de afloop van zijn termijn om een lichte voorsprong te geven aan de Republikeinse opvolger Alan Simpson. Alan Simpson een zoon van conservatieve Milward Simpson, de voorganger in de Senaat van Hansen, zou later de Republikeinse leider worden in de Senaat.
In oktober van 2009 leed Hansen aan complicaties na een gebroken bekken waaraan hij kwam te overlijden op 97-jarige leeftijd. Hij was meer dan 75 jaar getrouwd geweest met zijn vrouw Martha.
- Gemeinsame Normdatei: 1185544771
- International Standard Name Identifier: 0000 0000 8434 6308
- Library of Congress Control Number: n87870756
- National Archives and Records Administration: 10572557
- SNAC: w6rv0nnn
- Système universitaire de documentation: 080096697
- Biographical Directory of the United States Congress: H000170
- Virtual International Authority File: 23666673
- WorldCat: E39PBJgCGMDHptxcKTCPXcgxjC